# Dietrich Ketteler (Domherr, † 1641)
Dietrich Ketteler (* im 16. Jahrhundert; † 2. Juni 1641) war ein römisch-katholischer Geistlicher und Domherr in Münster.

## Leben

### Herkunft und Familie
Dietrich Ketteler entstammte dem westfälischen Adelsgeschlecht von Ketteler, aus dem zahlreiche namhafte Persönlichkeiten hervorgegangen sind. Er war der Sohn des ehemaligen Domherrn Hermann Ketteler zu Altassen und dessen Gemahlin Adelheid von Diepenbrock. Diese hatten im Jahre 1577 die Ehe geschlossen. Seine Brüder waren Johann Vollrath (* 1590, Staatssekretär und Bürgermeister von Pewsum) und die münsterschen Domherren Hermann, Rembert, Konrad und Wilhelm.

### Wirken
Dietrich nahm am 2. Juni 1590 durch seinen Bevollmächtigten, Domvikar Bitter von Raesfeld, die Dompräbende in Besitz, auf die zuvor sein Bruder Konrad verzichtet hatte. Die Aufschwörung auf die Geschlechter Ketteler, Beesten, Diepenbrock und Stael folgte unmittelbar. Ein Jahr später verlieh ihm der Turnar eine Präbende, auf die zuvor Georg von Heiden verzichtet hatte. Dietrich studierte an der Universität Siena. Er empfing am 10. August 1608 die Niederen Weihen und wurde eine Woche später zum Subdiakon geweiht. Als Dombursar tritt er am 22. April 1613 urkundlich in Erscheinung, war aber offenbar schon seit 1611 mit der Verwaltung der Domburse beauftragt. Am 21. Juni 1614 war Dietrich auch Archidiakon zu Saerbeck und folgte Johannes von Velen im Jahre 1616 in seinem Amt als Domküster. Krankheitsbedingt äußerte er am 10. Januar 1629 den Wunsch, die Domküsterei aufzugeben und dafür das Archidiakonat Billerbeck optieren zu dürfen. Zwei Tage später verzichtete er zu Händen des Fürstbischofs Ferdinand und optierte das Archidiakonat Billerbeck. Auf das Amt des Assessors der Landpfennigkammer verzichtete Dietrich am 22. Januar 1629. Ein Jahr später war er Mitglied des Billerbecker Kalands, einer Organisation, die sich die Unterstützung Bedürftiger zur Aufgabe gestellt hatte. Am 20. Juni 1635 wurde er Besitzer der Obedienz Ladbergen. Am 10. Mai 1639 bestimmte der Schwerkranke seine Testamentsvollstrecker. In seinem Testament vom 25. Februar 1640 bedachte er seine Geschwister, Cousins und Nichten und seine Tochter Anna Riese (* 1609, Kanonisse im Kloster Blumenthal). Dietrich Ketteler wurde am 10. Juni 1641 im Dom zu Münster begraben.